# Alan Reid
Alan William Reid é um matemático, professor da Universidade Rice.
Obteve um doutorado na Universidade de Aberdeen em 1988, orientado por Colin Maclachlan, com a tese Arithmetic Kleinian Groups and their Fuchsian Subgroups.
Foi palestrante convidado do Congresso Internacional de Matemáticos no Rio de Janeiro (2018: Profinite rigidity).